# حديقة الفوطة
حديقة الفوطة أو ربما يعود ذلك إلى الغوطة )، هي حديقة بلدية في حي الفوطة في الرياض، المملكة العربية السعودية ، وتقع جنوب القصر الأحمر. وهي أول حديقة عامة في الرياض. وبدأت الحديقة تستقبل أعداداً كبيرة من الزوار بعد إعادة تأهيلها وافتتاحها بالكامل من قبل الأمير الدكتور عبد العزيز عياف المقرن في عام 2008م.  وهو جزء من مركز الملك عبد العزيز التاريخي .

## سبب التسمية
وفقًا للاعتقاد السائد، فإن اسم الحديقة هو انحراف عن اسم الغوطة ، وهي منطقة ريفية في ضاحية العاصمة السورية دمشق . يُقال أن الاسم تم اقتراحه من قبل مهندس سوري يعمل في بلدية الرياض ، والذي، نظرًا لخضرته، نسبه إلى المكان. ومع ذلك، فقد كانت دقتها التاريخية موضع جدل في كثير من الأحيان. 

## النشأة
أُنشأت حديقة الفوطة في عام 1957 على أرض بساتين غير مملوكة  على أرض بساتين نخيل غير مملوكة، لقد تجاوز عمرها 64 عام ، وهي تعتبر الأكبر في المنطقة ،وتمت الإحاطة بها منذ 40 عام مرسم فني ومسرح وملعب الزهرة لكرة القدم. كانت الناحية الشمالية تحتوي على مرسم للفنون، يأتي إليه كبار الفنانين والرسامين، ومسرح ثقافي تقام فيه عدد من الفنون والحفلات والأسابيع الثقافية، إضافة إلى مسجد بني من الحجر الكامل على طراز رفيع و تصميم جميل. وتبلغ مساحة الحديقة 40 ألف متر مربع، وكان يحيط بها سابقًا أسوار وتفتح في الصباح وتغلق في العاشرة مساءً.

## مميزاتها
توفر حديقة الفوطة ملاذًا بعيدًا عن صخب المدينة و تقدم أنشطة مختلفة للزوار مثل: المشي بين المساحات الخضراء، ومغامرات ممتعة. تتميز الحديقة بمساحات خضراء مورقة ومناظر طبيعية جميلة و أجواء هادئة وجذابة . يوجد بها مسارات متعرجة ومناطق مظللة وأماكن للراحة. تعد الحديقة موطنًا لمجموعة متنوعة من أنواع النباتات، بما في ذلك أسرة الزهور الملونة وأشجار النخيل الشاهقة والشجيرات الغريبة، ويمكن مشاهدة أنواع مختلفة من الطيور. 

## فعاليات
تضم الحديقة الفوطة أنشطة مختلفة مثل: كرة القدم، كرة السلة، الكرة الطائرة في الملاعب الرياضية المخصصة. ويوجد أيضًا جولات في قسم مدينة الملاهي، وتوفر الحديقة بحيرة للقوارب، حيث يُمكن للزوار استئجار قوارب التجديف والاستمتاع بالركوب وسط أجواء خلابة. ويتم تنظيم فعاليات ومعارض ثقافية بشكل منتظم تعرض التراث السعودي، يمكن للزوار الاستمتاع بالموسيقى التقليدية والعروض والمهرجانات المحلية التي تقام بها. 